# Liste der Monuments historiques in Trie-la-Ville
Die Liste der Monuments historiques in Trie-la-Ville führt die Monuments historiques in der französischen Gemeinde Trie-la-Ville auf.

## Liste der Bauwerke
| Bezeichnung      | Beschreibung                          | Standort | Kennzeichnung | Schutzstatus | Datum | Bild |
| ---------------- | ------------------------------------- | -------- | ------------- | ------------ | ----- | ---- |
| Manoir d’Illioré | Herrenhaus, erbaut im 17. Jahrhundert |          | PA60000051    | Inscrit      | 2003  |      |

## Liste der Objekte
- Monuments historiques (Objekte) in Trie-la-Ville in der Base Palissy des französischen Kultusministeriums